# Hautajärvi (sjö i Sotkamo, Kajanaland)
Hautajärvi är en sjö i kommunen Sotkamo i landskapet Kajanaland i Finland. Arean är 50 hektar och strandlinjen är 4,68 kilometer lång. Sjön  ingår i Uleälvens huvudavrinningsområde.   Den ligger omkring 49 kilometer öster om Kajana och omkring 470 kilometer norr om Helsingfors. 